# Condado de Goodhue
O Condado de Goodhue é um dos 87 condados do estado americano do Minnesota. A sede do condado é Red Wing, e sua maior cidade é Red Wing.
O condado possui uma área de 2 021 km² (dos quais 57 km² estão cobertos por água), uma população de 44 127 habitantes, e uma densidade populacional de 22 hab/km² (segundo o censo nacional de 2000). O condado foi fundado em 5 de março de 1853.